# Jakob von Tullian

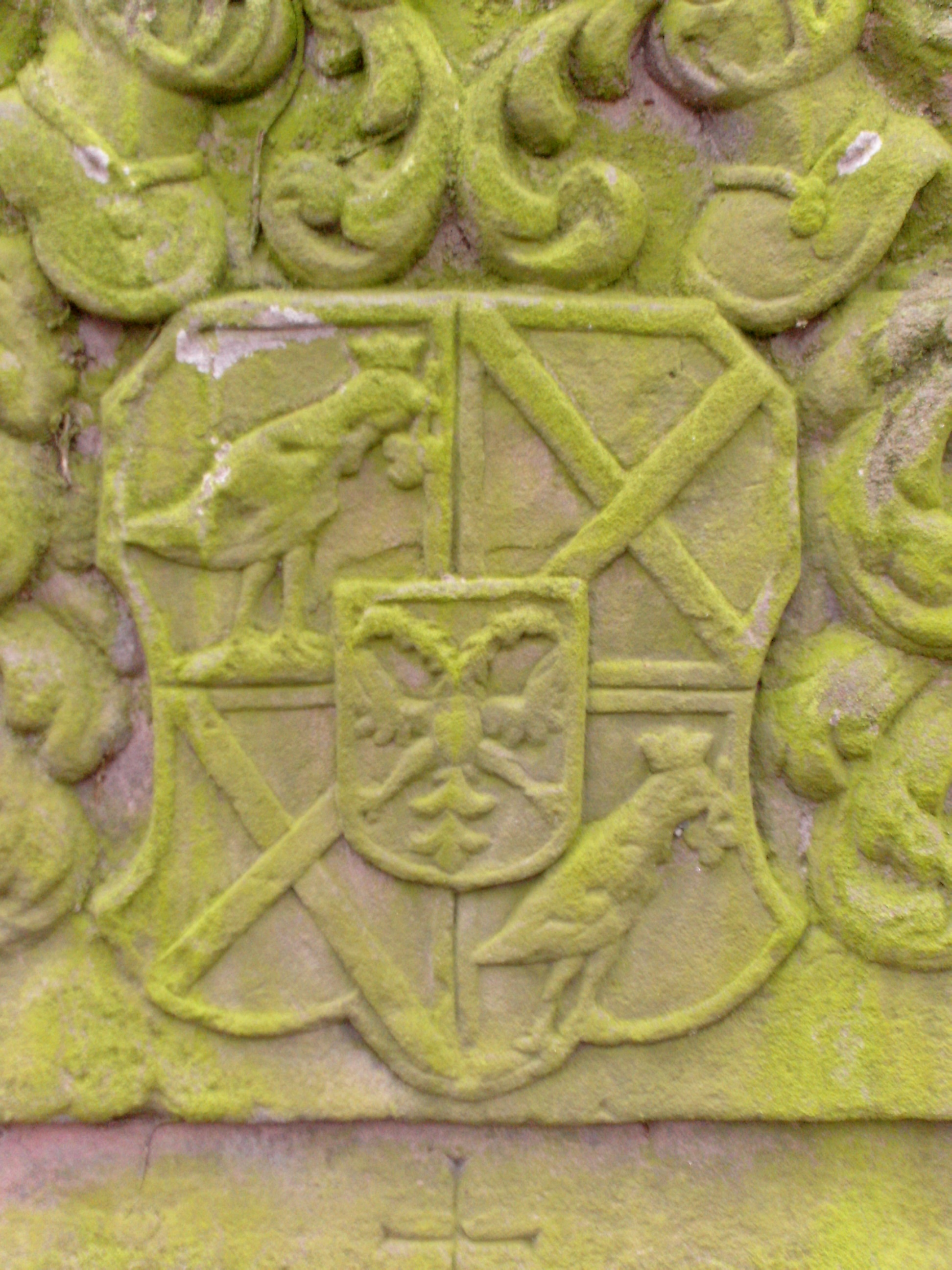
Familienwappen

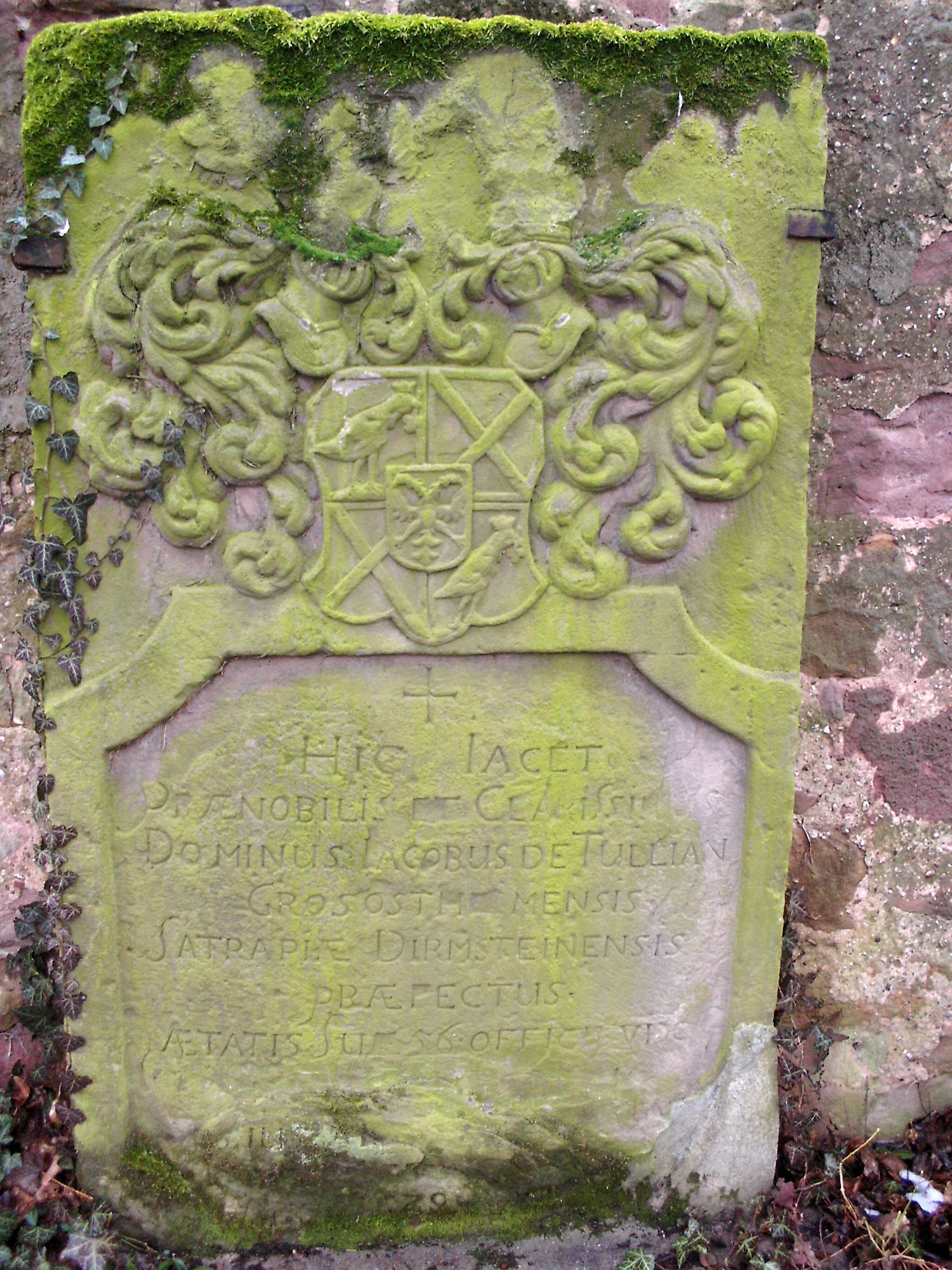
Grabstein des Jakob von Tullian

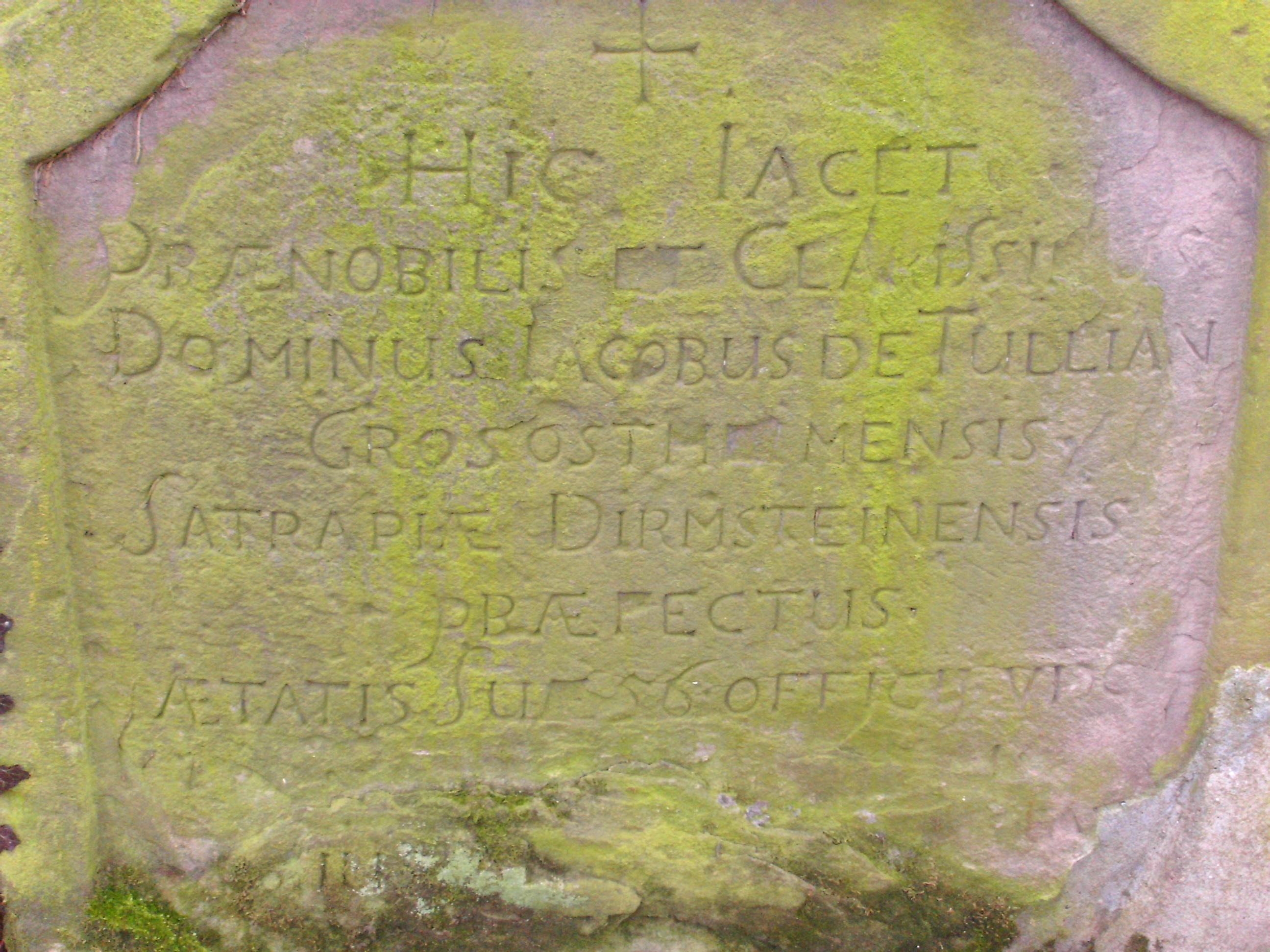
Grabinschrift

Jakob von Tullian (* vermutlich 1672 in Großostheim; † 13. März 1729 in Dirmstein) war ein deutscher Adeliger und hoher Verwaltungsbeamter der weltlichen Regierung im Hochstift Worms.

## Familie
Laut Aufschrift auf seinem in Dirmstein erhaltenen Grabstein stammte Jakob von Tullian aus Großostheim im heutigen Unterfranken. Dort war ein Johann Jakob von Tullian († 1661) ansässig, welcher der Großvater des Dirmsteiner Tullian gewesen sein dürfte. Dieser Vorfahr diente im Dreißigjährigen Krieg als bayerischer Obristleutnant, verteidigte 1645 erfolgreich die Festung Friedberg (Hessen) und wirkte ab 1654 als Kurmainzer Amtmann des Bachgaus in Großostheim.
Nach der Grabinschrift war der Amtmann Jakob von Tullian „vornehmer und berühmter“ Abstammung und 1729, zum Zeitpunkt seines Todes, 56 Jahre alt. Laut Dirmsteiner katholischem Kirchenbuch hieß seine ihn überlebende Gattin Katharina. Gemeinsam hatten sie drei in Dirmstein getaufte Kinder: Anna Martha von Tullian (* 19. Mai 1721), Johann Christoph Joseph Severius von Tullian (25. Oktober 1722 – 27. Januar 1723) und Sophia von Tullian (* 13. März 1725). Der Doppeladler-Herzschild des Familienwappens ähnelt dem Stadtwappen von Friedberg in Hessen und könnte infolge der Tätigkeit des Vorfahren als Kommandant und Verteidiger der Stadt in das Familienwappen aufgenommen worden sein. Das Kleeblatt im Schnabel des Vogels stammt aus dem Familienwappen der in Großostheim einst bedeutenden Familie Clebiz von Nalsbach und ist auch in das Ortswappen des unterfränkischen Marktes eingegangen.

## Leben und Wirken
Jakob von Tullian fungierte als fürstbischöflicher Amtmann des Amtes Dirmstein, eines der wenigen weltlichen Territorien des alten Hochstifts Worms. Es umfasste die pfälzischen Ortschaften Dirmstein, Beindersheim, Laumersheim, Neuleiningen und Hettenleidelheim, welche zur Erinnerung an die frühere gemeinsame Landesherrschaft allesamt den Schlüssel bzw. die Kreuze des Wormser Bistumswappens in ihre heutigen Gemeindewappen übernommen haben.
Der Amtmann residierte im Bischöflichen Schloss in Dirmstein, welches Dorf bis 1705 ein Kondominium mit der Kurpfalz bildete, das in jenem Jahr zugunsten des Hochstifts Worms aufgelöst wurde. Zur Zeit seines Todes war Jakob von Tullian der einzige in Dirmstein residierende Amtmann und besaß die alleinige Zuständigkeit. Er vertrat als Amtmann seinen Landesherrn, den bedeutenden Wormser Bischof Franz Ludwig von Pfalz-Neuburg, Bruder des Pfälzer Kurfürsten Johann Wilhelm sowie der frommen Kaiserin Eleonore Magdalene.

## Tod und Begräbnisstätte
Der Amtmann starb 1729 im Alter von 56 Jahren und wurde auf dem damals einzigen Friedhof in Dirmstein beigesetzt, der nahe dem bischöflichen Schloss liegt und heute Alter Friedhof heißt. Nach dessen Auflassung in den 1850er Jahren wurde der Grabstein zu einem nicht genau bekannten Zeitpunkt auf den Neuen Friedhof verbracht und dort innen an der Umfassungsmauer befestigt.